# Lacmellea densifoliata
Lacmellea densifoliata är en oleanderväxtart som först beskrevs av Adolpho Ducke, och fick sitt nu gällande namn av Markgraf. Lacmellea densifoliata ingår i släktet Lacmellea och familjen oleanderväxter. Inga underarter finns listade i Catalogue of Life.